# Le plus grand Belge
Les plus grands Belges (Der größte Belgier) war eine Fernsehsendung des Senders wallonischen RTBF, die 2005 lief. Sie kürte den größten Belgier oder die größte Belgierin. Das flämische Gegenstück lief auf Canvas und hieß De Grootste Belg. Das Publikum konnte über eine Website, SMS und Telefon abstimmen. Insgesamt wurden mehrere hunderttausend Stimmen abgegeben. Eine getrennte Abstimmung bei der Findung des größten Belgiers zeigt das Fehlen eines gemeinsamen kulturellen Hintergrundes in Belgien auf.

## Top 10
1. Jacques Brel
2. Baudouin I.
3. Damian de Veuster SS.CC.
4. Eddy Merckx
5. Emmanuelle Cinquin NDS
6. José van Dam
7. Benoît Poelvoorde
8. Hergé
9. René Magritte
10. Georges Simenon

## Top 11–100
1. Paul-Henri Spaak
2. Albert I.
3. Leopold II.
4. Justine Henin
5. Ernest Solvay
6. Victor Horta
7. Gottfried von Bouillon
8. André Franquin
9. Andreas Vesalius
10. Adolphe Sax
11. Peter Paul Rubens
12. Philippe Geluck
13. Zénobe Gramme
14. Raymond Goethals
15. Jean-Pierre und Luc Dardenne
16. Annie Cordy
17. Marguerite Yourcenar
18. Amélie Nothomb
19. Dirk Frimout
20. André-Ernest-Modeste Grétry
21. Jacky Ickx
22. Luc Varenne
23. Peyo
24. Salvatore Adamo
25. Maurice Grevisse
26. Albert II.
27. Jules Bordet
28. Leopold I.
29. Stéphane Steeman
30. Eugène Saye
31. John Cockerill
32. Maurane
33. Émilie Dequenne
34. Toots Thielemans
35. Maurice Carême
36. Haroun Tazieff
37. Gerhard Mercator
38. Edith Cavell
39. Leopold II.
40. Ambiorix
41. Pierre Rapsat
42. Albert Frère
43. Christine Ockrent
44. Gerard Mortier
45. Paul Delvaux
46. Olivier Strelli
47. Jules Delhaize
48. Pieter Bruegel der Ältere
49. César Franck
50. Franco Dragone
51. Jaco Van Dormael
52. André Delvaux
53. Jules Destrée
54. Elisabeth Gabriele in Bayern
55. Christiane Lenain
56. Kim Clijsters
57. Émile Verhaeren
58. Astrid von Schweden
59. Gérard Corbiau
60. Père Pire
61. Jean-Michel Folon
62. Ilya Prigogine
63. Pierre Bartholomée
64. Lise Thiry
65. Jules Bastin
66. Django Reinhardt
67. Henri Vernes
68. Georges Lemaître
69. Morris
70. Maurice Maeterlinck
71. Philippe von Belgien
72. Paul Vanden Boeynants
73. Arno Hintjens
74. Elvis Pompilio
75. Gabrielle Petit
76. Jean-Joseph Charlier
77. Émile Vandervelde
78. Isabelle Gatti de Gamond
79. Gaston Eyskens
80. Godfried Danneels
81. James Ensor
82. André Renard
83. François Bovesse
84. Pierre Kroll
85. Arlette Vincent
86. Gustave Boël
87. Paule Herreman
88. Edgar P. Jacobs
89. Jean Neuhaus
90. Jean Roba